# Tahmima Anam
Tahmima Anam (Daca, 8 de octubre de 1975) es una escritora, novelista y columnista británica. Su primera novela, A Golden Age (2007), ganó el premio al mejor primer libro en los Premios de Escritores de la Commonwealth de 2008. Su siguiente novela, The Good Muslim, fue nominada al Premio Man Asian de Literatura 2011.

## Trayectoria
Anam nació el 8 de octubre de 1975 en Daca, Bangladés, hija de Mahfuz Anam, y nieta de Abul Mansur Ahmed. A los 2 años se trasladó a París cuando sus padres entraron a trabajar en Unesco. Creció en París, Nueva York y Bangkok, donde aprendió la historia de la guerra de liberación de Bangladés de sus padres.
A la edad de 17 años, Anam recibió una beca para estudiar en Mount Holyoke College, donde se graduó en 1997. Obtuvo un doctorado en antropología en la Universidad Harvard en 2005 por su tesis "Reparando el pasado: Guerra, violencia y asentamientos de la memoria en el Bangladesh posterior a la independencia". Posteriormente, completó su Maestría en Escritura Creativa en Royal Holloway.
En marzo de 2007, la primera novela de Anam, fue publicada por John Murray. Inspirada por sus padres, ambientó la novela durante la guerra de liberación de Bangladés y fue finalista del Premio Costa Book a la Primera Novela. La novela cuenta la historia de una mujer llamada Rehana Haque durante la Guerra de liberación de Bangladés en 1971. Además de haber estudiado la guerra durante su carrera de posgrado, para beneficiar su investigación permaneció en Bangladés durante dos años y entrevistó a cientos de luchadores por la libertad, conocidos como Mukti Bahini. También trabajó en el set de la aclamada película Matir Moina (El pájaro de arcilla) de Tareque Masud y Catherine Masud.
La segunda novela de Anam, The Good Muslim, publicada en 2011, es una secuela de A Golden Age y trata sobre las consecuencias de la guerra. Fue preseleccionado para el Premio Man Asian de Literatura. En 2013, Anam fue nombrada una de las "Mejores jóvenes novelistas británicas" por Granta. En 2015, su cuento "Garments", inspirado en el Colapso del Edificio Rana Plaza, se publicó y ganó el Premio O. Henry y fue preseleccionada para el Premio Nacional de Cuento de la BBC. Ese mismo año se convirtió en jueza del Premio Internacional Booker 2016.
En 2016, la novela de Anam, The Bones of Grace, fue publicada por HarperCollins. Al año siguiente, fue elegida miembro de la Royal Society of Literature.  Los artículos de opinión de Anam se han publicado en The New York Times, The Guardian y New Statesman. En estos, Anam ha escrito sobre Bangladés y sus crecientes problemas. 
En 2021, Canongate Books publicó la novela de Anam The Startup Wife. Fue seleccionado como Mejor Libro de 2021 por The Observer, Stylist, Cosmopolitan, Red y Daily Mail y preseleccionado para el Premio Comedy Women in Print 2022.
En 2022, Anam impartió una charla TEDx titulada "El poder de guardar silencio: Lograr que el lugar de trabajo sea propicio para las mujeres". Ese mismo año, el debut de Anam, A Golden Age, fue elegido para la lista de libros del jubileo de la Reina, una lista de 70 libros de toda la Commonwealth que conmemora las siete décadas de su reinado.

## Obra

### Libros
- A Golden Age. John Murray. 2007. ISBN 978-0-7195-6010-1.
- The Good Muslim. HarperCollins. 2011. ISBN 978-0-06-147876-5.
- The Bones of Grace. HarperCollins. 2016. ISBN 978-0061478949.
- The Startup Wife. Canongate Books. 2021. ISBN 978-1838852481.

### Cuentos cortos
- Saving the World (Autumn). London. 2008.
- «Anwar Gets Everything». Granta (London) (Spring). 2013.
- «Garments». Freeman's (London) (Fall 2015). 2015.